# Leptobrachium mouhoti
Espèce
Statut de conservation UICN

 LC  : Préoccupation mineure
Leptobrachium mouhoti est une espèce d'amphibiens de la famille des Megophryidae.

## Répartition
Cette espèce est endémique de l'Asie du Sud-Est. Elle se rencontre,  :
- au centre du Viêt Nam dans la province de Quảng Nam entre 930 et 1 480 m d'altitude ;
- dans l'est du Cambodge dans la province de Mondol Kiri entre 500 et 700 m d'altitude.

## Étymologie
Cette espèce est nommée en l'honneur d'Henri Mouhot (1826-1861).

## Publication originale
- Stuart, Sok & Neang, 2006 : A collection of amphibians and reptiles from hilly Eastern Cambodia. Raffles Bulletin of Zoology, Singapore, vol. 54, no 1, p. 129-155 (texte intégral).